# Empathy
Empathy —  це програма миттєвого обміну повідомленнями що підтримує передачу тексту, голосу, відео та файлів через різноманітні протоколи.
Empathy також надає набір віджетів GUI для розробки подібних клієнтів для GNOME. Написаний як розширення до фреймворку Telepathy, який об'єднує різні протоколи обміну повідомленнями під спільним інтерфейсом.
Empathy включений в GNOME з версії 2.24.
В Ubuntu з версії 9.10 та Fedora з версії 12, він замінив Pidgin як месенджер за замовчуванням.

## Можливості
- Підтримка протоколів:
  - Salut
  - більшість протоколів що підтримуються Pidgin:
    - Bonjour (реалізація Zeroconf від Apple)
    - Facebook IM
    - Gadu-Gadu
    - Internet Relay Chat
    - Lotus Sametime
    - MySpaceIM
    - MXit
    - .NET Messenger Service (відомий як MSN Messenger чи Windows Live Messenger) (відео та аудіовиклики)
    - Novell GroupWise
    - OSCAR (AIM/ICQ/MobileMe)
    - QQ
    - SIMPLE
    - SILC
    - XMPP (Google Talk, LiveJournal Talk, Gizmo5, Facebook, Nokia Ovi...)
    - Yahoo (базовий чат та передача файлів)
    - Zephyr
- Автоматичний статус "відійшов" за допомогою gnome-screensaver
- Автоматичний реконект за допомогою NetworkManager
- Приватний та груповий чат зі смайликами та перевіркою орфографії
- Теми для вікна бесіди
- Журнал спілкування / пошук по журналах
- Голосові та відеовиклики з використанням SIP, MSN та XMPP (включно з підтримкою голосових викликів Google Talk)
- Передача файлів через XMPP
- Геолокація контактів (можна показати контакти на карті)
- Біндінги Telepathy для  Python
- Спільна робота з використанням Tubes
- Віддалене управління робочим столом

## Зноски
1. ↑  Paul, Ryan (25 серпня 2007). Empathy toolkit simplifies instant messaging integration. Ars Technica. Архів оригіналу за 6 червня 2011. Процитовано 20 березня 2010.
2. ↑  Paul, Ryan (20 березня 2009). Hands-on: GNOME 2.26 brings incremental improvements. Ars Technica. Архів оригіналу за 7 червня 2011. Процитовано 20 березня 2010.
3. ↑  Архівована копія. Архів оригіналу за 15 липня 2010. Процитовано 25 червня 2011.{{cite web}}:  Обслуговування CS1: Сторінки з текстом «archived copy» як значення параметру title (посилання) [Архівовано 2010-07-15 у Wayback Machine.]